# Osmofòbia
L'osmofòbia o olfactofòbia hom designa a la por, aversió o hipersensibilitat psicològica a les pudors. La fòbia es dona sovint en pacients amb migranya crònica, els episodis de la qual solen desencadenar-se per causa de pudors (olors desagradables i fastigoses). La causa de les migranyes solen ser les pudors, però la hipersensibilitat pot fer-se extensius a totes les olors. Un estudi trobà que el 25% dels malalts de migranya tenien algun grau d'osmofòbia. L'afecció també pot ser present en individus específicament amb la síndrome d'abstinència a opioides, a la qual síndrome també s'associa náusees i vòmits.
El terme osmofòbia prové del grec ὀσμή - osmē, que significa "olfacte, olor" i φόβος - fobos, "por". Olfactofòbia ve del llatí olfacto, "olor".